# Цхеквани
Цхеквани (груз. ცხეკვანი) — село в Грузии, на территории Местийского муниципалитета края (мхаре) Самегрело-Верхняя Сванетия.

## География
Село находится в северо-западной части Грузии, на левом берегу реки Долра (правый приток Ингури), на расстоянии приблизительно 10 километров (по прямой) к западу от посёлка городского типа Местиа, административного центра муниципалитета.

## Население
По результатам официальной переписи населения 2014 года в Цхеквани проживало 37 человек (14 мужчин и 23 женщины). В национальной структуре населения грузины составляли 100 %.